# 婦中鵜坂駅
婦中鵜坂駅（ふちゅううさかえき）は、 富山県富山市婦中町西本郷にある、西日本旅客鉄道（JR西日本）高山本線の駅である。

## 概要
当駅は当初「JR高山本線活性化社会実験」の一環として、富山市が信号やホーム等の鉄道施設施工費の全部をJR西日本に対して支出し、2011年（平成23年）春までの3年間限定の臨時駅として新設された。高山本線活性化社会実験は2010年（平成22年）度までとなっていたが、2010年（平成22年）12月1日、市は当駅利用者数が常設化の条件である1日140人程度の利用者数を満たしているとして駅常設の方針を示した。その後、2011年（平成23年）3月をもって高山本線活性化社会実験は終了したが、当駅は臨時駅として存続しており、西日本旅客鉄道は2013年（平成25年）11月1日に国土交通省北陸信越運輸局に対してその常設化に向けた認可申請を行った。申請は同年11月13日に認可を受け、2014年（平成26年）3月15日に常設駅に昇格した。
なお、駅名の由来は、旧婦負郡婦中町の「婦中」と旧婦中町発足前の旧婦負郡鵜坂村の「鵜坂」の合成地名である。

## 歴史
- 2008年（平成20年）3月15日：2011年（平成23年）春までの臨時駅として[1]、高山本線速星駅 - 西富山駅間に新設[5][12]。
- 2010年（平成22年）12月1日：富山市が当駅の存続と常設化を行う方針を示す[6]。
- 2011年（平成23年）：高山本線活性化社会実験が終了するが、当駅は臨時駅のまま存続[6]。
- 2013年（平成25年）
  - 11月1日：JR西日本が北陸信越運輸局に対して当駅常設化申請を行う[8]。
  - 11月13日：北陸信越運輸局が当駅常設化申請を認可する[9]。
- 2014年（平成26年）3月15日：常設駅に昇格[1][10][11]。
- 2015年（平成27年）4月：ホームにベンチを新設[13]。

## 駅構造
単式ホーム1面1線を有する地上駅（停留所）。かつて高山本線富山駅 - 速星駅間は複線化が計画されており、その用地を利用して設置されている。
北陸広域鉄道部管理の無人駅。駅舎や便所、自動券売機は設置されていない。43台が駐車可能な駐車場と駐輪場を備える。
2008年（平成22年）に設立された鵜坂地区JR高山本線婦中鵜坂駅利用促進協議会が当駅周辺の整備を行っており、2008年（平成20年）度には駐輪場を新設し、2009年（平成21年）度には桜植樹を行い、2010年（平成22年）度には芝桜の植栽を行い、2011年（平成23年）度には街灯を設置する等の活動を行っている。併せて同駅を利用する小学生から大学生を対象に月1000円の補助金交付も行われた。

## 利用状況
「富山県統計年鑑」・「富山市統計書」によると、近年の1日平均乗車人員の推移は以下の通り。
| 年度   | 1日平均 乗車人員 |
| ------ | ---------------- |
| 2008年 | 96               |
| 2009年 | 141              |
| 2010年 | 173              |
| 2011年 | 149              |
| 2012年 | 140              |
| 2013年 | 160              |
| 2014年 | 163              |
| 2015年 | 193              |
| 2016年 | 183              |
| 2017年 | 204              |
| 2018年 | 222              |
| 2019年 | 243              |
| 2020年 | 190              |
| 2021年 | 219              |
| 2022年 | 239              |
| 2023年 | 266              |

## 駅周辺
- 富山イノベーションパーク
  - 創造の森 越中座（北日本新聞製作拠点）
  - 北陸コンピュータ・サービス富山本社
- 安田城跡（国史跡）[23]
- 富山県道62号富山小杉線

## 隣の駅
西日本旅客鉄道（JR西日本）
■高山本線
速星駅 - 婦中鵜坂駅 - 西富山駅